# Familia Curie
Familia Curie este o familie franceză ce cuprinde un număr de oameni de știință iluștri. Unora dintre aceștia li s-a acordat Premiul Nobel pentru fizică, chimie sau Premiul Nobel pentru Pace. Pierre și Marie Curie, precum și fiica lor, Irène Joliot-Curie, sunt cei mai proeminenți membri.

## Genealogie

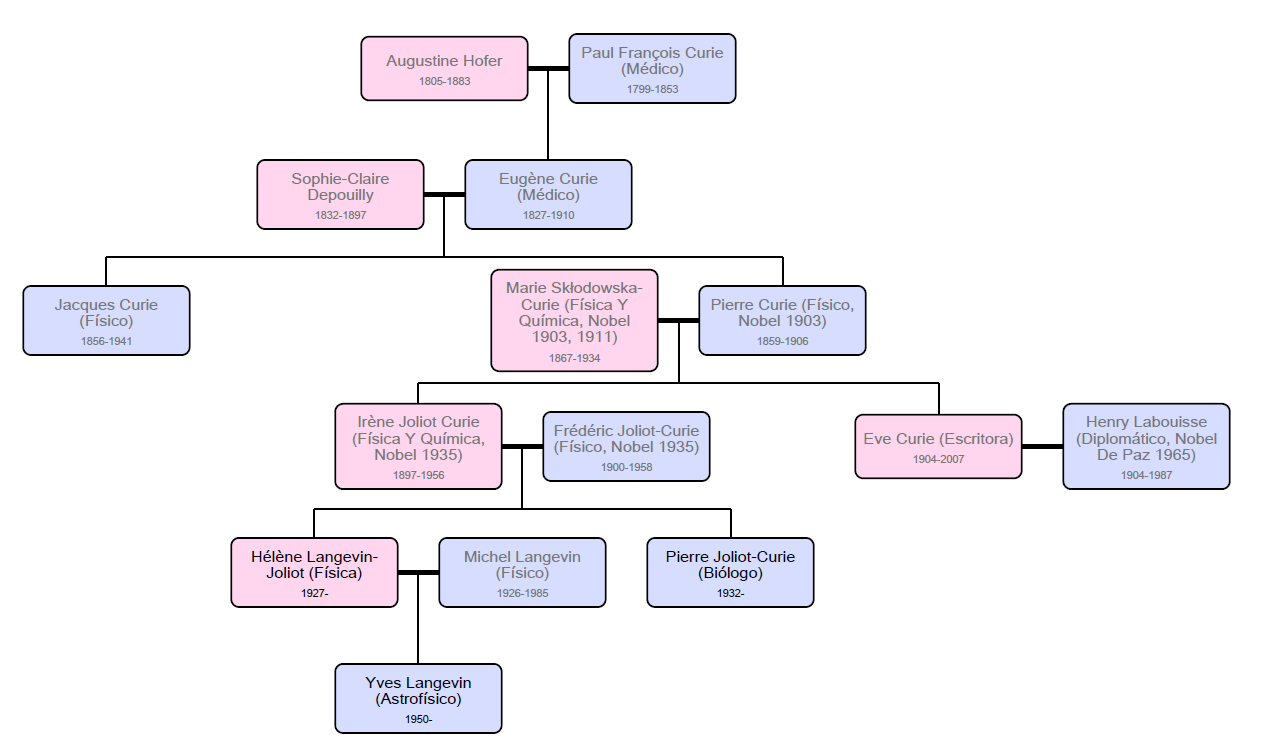
Arbore genealogic

Paul Curie (1799–1853), fizician, umanist 
 x Augustine Hofer (1805–1883), descendent din familia matematicianului Johann Bernoulli (1667–1748). 
- - Eugene Curie (1827–1910), doctor 
 x Sophie-Claire Depouilly (1832-1897).
    - Jacques Curie (1855–1941), fizician 
 x Marie Masson (1856–1945).
      - Maurice Curie (1888–1975), fizician.
        - Daniel Curie (1927-2000), fizician.

    - Pierre Curie (1859–1906), fizician, Premiul Nobel Prize în 1903. 
 x Marie Skłodowska Curie (1867–1934), chimist, fizician, Premiul Nobel în 1903 și 1911.
      - Irène Joliot-Curie (1897–1956), fizician, Premiul Nobel Prize în 
 x Frédéric Joliot-Curie (1900–1958), Premiul Nobel Prize în 1935.
        - Pierre Joliot-Curie (1932), biolog 
 x Anne Gricouroff, biolog, fiica lui Georges Gricouroff și Colette Rodet.
          - Marc Joliot (1962), neuroștiințe.
          -  Alain Joliot (1964), biolog.

        - Hélène Langevin-Joliot (1927), fizician nuclearist 
 x Michel Langevin (1926–1985), fizician, fiul lui André Langevin și Luce Dubus, nepotul lui Paul Langevin și Jeanne Desfosses.
          - Françoise Langevin-Mijangos x Christian Mijangos.
          - Yves Langevin (1951),[13] astrofizician

      - Ève Curie (1904–2007), scriitor, jurnalist, pianist 
 x Henry Richardson Labouisse, Jr. (1904–1987), diplomat american, Premiul Nobel pentru Pace primit în numele UNICEF în 1965.